# Marcell Ozuna
Marcell Ozuna Idelfonso (Santo Domingo, 12 novembre 1990) è un giocatore di baseball dominicano, esterno sinistro per gli Atlanta Braves nella Major League Baseball (MLB).

## Carriera
Ozuna fu ingaggiato dai Florida Marlins il 15 febbraio 2008, firmò da free agent come giocatore non selezionato, con un bonus alla firma di 49.000 dollari.
Ozuna debuttò nella MLB il 30 aprile 2013 al Marlins Park di Miami, facendo subito registrare una valida, contro i New York Mets. Il suo primo fuoricampo lo batté contro i Philadelphia Phillies nella sua quinta partita. Ozuna inizialmente giocò come esterno destro durante l'assenza di Giancarlo Stanton, ma quando questi fece ritorno divenne l'esterno centro titolare. Il 26 luglio 2013 si sottopose a un'operazione chirurgica a un pollice che pose fine in anticipo alla sua stagione.
Nel 2014, Ozuna disputò 153 per i Marlins, con una media battuta di .269, 23 fuoricampo e 85 punti battuti a casa (RBI). L'11 settembre 2014 pareggiò un record di franchigia battendo un fuoricampo per la quarta gara consecutiva.
Il 5 luglio 2015, Ozuna fu rispedito temporaneamente nelle minor league (livello AAA) dopo avere battuto senza successo in 9 gare su 10, con una media di .249 nella stagione. Dopo avere disputato 33 gare fece ritorno ai Marlins per completare la stagione 2015, battendo con.278, con 6 home run e 18 RBI. Dopo quella stagione i Marlins ricevettero per Ozuna diverse proposte ma questi rimase con Miami e fu inserito al secondo posto nell'ordine dei battitori. Nella prima parte della stagione 2016 batté con .307, con 17 fuoricampo e 47 RBI, venendo convocato come esterno centro titolare della National League per il suo primo All-Star Game.
Il 2 luglio 2017, Ozuna fu convocato come titolare per il secondo All-Star Game della carriera. A fine anno vinse il suo primo Guanto d'oro per le sue prestazioni a livello difensivo e il primo Silver Slugger Award dopo avere chiuso con una media battuta di .312, 37 fuoricampo e 124 RBI, tutti massimi in carriera.
Il 14 dicembre 2017, i Marlins scambiarono Ozuna con i St. Louis Cardinals in cambio di Sandy Alcántara, Magneuris Sierra, Zac Gallen e Daniel Castano. Il 12 gennaio 2018, i Cardinals e Ozuna si accordarono con un contratto annuale di 9 milioni di dollari.
Il 21 gennaio 2020, Ozuna firmò un contratto annuale del valore di 18 milioni di dollari con gli Atlanta Braves.
Nel 2021, disputò la sua ultima partita stagionale il 25 maggio contro i Red Sox, poiché rimediò in questa partita durante una scivolata verso una base, una frattura di due dita della mano destra impattando con il piede di Rafael Devers. Il 9 settembre, venne sospeso dalla MLB per la violazione della politica sulla violenza domestica, per cui il giocatore venne denunciato e arrestato il 29 maggio. Divenne free agent al termine della stagione.

## Palmarès
- MLB All-Star: 2

2016, 2017
- Guanti d'oro: 1

2017
- Silver Slugger Award: 2

2017, 2020
- Capoclassifica in fuoricampo: 1

NL: 2020
- Capoclassifica in punti battuti a casa: 1

NL: 2020
- Giocatore della settimana: 4

NL: 16 aprile e 24 settembre 2017, 17 giugno 2018, 27 settembre 2020